# Дзенґеле (Вармінсько-Мазурське воєводство)
Дзенґеле (пол. Dzięgiele, нім. Widmannsdorf) — село в Польщі, у гміні Ґолдап Ґолдапського повіту Вармінсько-Мазурського воєводства.
Населення — 74 особи (2011).

## Історія
У 1975-1998 роках село належало до Сувальського воєводства.

## Демографія
Демографічна структура станом на 31 березня 2011 року:
|          | Загалом | Допрацездатний вік | Працездатний вік | Постпрацездатний вік |
| -------- | ------- | ------------------ | ---------------- | -------------------- |
| Чоловіки | 32      | 5                  | 26               | 1                    |
| Жінки    | 42      | 15                 | 20               | 7                    |
| Разом    | 74      | 20                 | 46               | 8                    |